# La Nuit américaine
 La Nuit américaine  is een film uit 1973 van regisseur François Truffaut en gaat over een filmploeg die bezig is met het maken van een speelfilm.

## Verhaal
Regisseur Ferrand is bezig met de productie van de speelfilm Je Vous Présente Paméla. Net als bij de productie van zoveel andere speelfilms gaat er nog al wat mis en Ferrand moet behoorlijk improviseren om zijn film te kunnen maken. Ten eerste heeft hij te maken met de labiele hoofdrolspeelster van de film, Julie Baker. Julie is een Engels actrice die haar comeback maakt na een zenuwinzinking. Haar tegenspeler is Alphonse, een jonge, over het paard getilde acteur die zichzelf wijsmaakt dat Julie verliefd op hem is. Dit veroorzaakt de nodige spanningen omdat de man van Julie niet blij is met de avances van Alphonse. Verder heeft Ferrand het nodige te stellen met Séverine, een oudere wordende actrice met drankproblemen. Ze vergeet constant haar tekst en wordt voortdurend in de watten gelegd om te voorkomen dat ze instort. Er zijn gelukkig weinig problemen met Alexandre, een oudere acteur die zich steeds professioneel opstelt. Naast de nodige liefdesperikelen tussen de crewleden, ongelukken op de set en andere problemen, moet Ferrand voortdurend het script herschrijven en zijn acteurs aanzetten tot grootse prestaties. Net op het moment dat alles in kannen en kruiken lijkt, krijgt een van zijn hoofdacteurs, Alexandre, een dodelijk auto-ongeluk. Aangezien de film nog niet af is, moet Ferrand het hele einde van zijn film omgooien.

## Rolverdeling
| Acteur                 | Personage                               |
| ---------------------- | --------------------------------------- |
| François Truffaut      | Ferrand, de filmregisseur               |
| Jacqueline Bisset      | Julie Baker, de hoofdrolspeelster       |
| Jean-Pierre Léaud      | Alphonse                                |
| Jean-Pierre Aumont     | Alexandre, de schoonvader-verleider     |
| Valentina Cortese      | Séverine                                |
| Alexandra Stewart      | Stacey, de tweedeplansactrice           |
| Dani                   | Liliane, de vriendin van Alphonse       |
| Nathalie Baye          | Joëlle, scriptgirl en assistente        |
| Bernard Menez          | Bernard, de accessoirist                |
| Jean-François Stévenin | Jean-François, de eerste regieassistent |
| Jean Champion          | Bertrand                                |

## Achtergrond
De film is een ode aan het filmmaken. De liefde van Truffaut voor de cinema spat bijna van het doek. De film begint bijvoorbeeld met een portret van twee legendarische Amerikaanse actrices uit het tijdperk van de stomme film, Dorothy en Lillian Gish. Wat later zien we Ferrand een pakket uitpakken dat allerlei boeken bevat over regisseurs, Luis Buñuel, Carl Theodor Dreyer, Ingmar Bergman, Alfred Hitchcock, Jean-Luc Godard, Ernst Lubitsch, and Robert Bresson. Niet voor niets de favoriete regisseurs van Truffaut. Er zitten ook verwijzingen naar Truffaut zelf in de film. Het personage dat hij bijvoorbeeld speelt, Ferrand, is, net als Truffaut, een oud-legerofficier. Ook zijn oeuvre komt voorbij. Zo is de scène met de kat die over de ontbijtboel loopt bij de opnames van Je Vous Présente Paméla, rechtstreeks ontleend aan La Peau douce. Truffaut probeert tegelijkertijd het filmmaken te ontdoen van alle glamour, het is illusie. Dat blijkt uit de decors, of de straten die worden ondergespoten met schuim om sneeuw te imiteren. De schijn wordt ook doorbroken door de vrouw van de opnameleider. Ze zit aan de kant als toeschouwer de hele dag te breien en haar man in de gaten te houden. Als uiteindelijk de film door tal van schandalen bijna mislukt, schreeuwt ze Truffaut toe dat de hele filmwereld verdorven is.

## Titel
“La Nuit amèricaine” is de Franse benaming voor scènes die met een speciaal filter op de dag worden opgenomen en na bewerking er in de film uitzien als nachtscènes. In Engelssprekende landen heette de film dan ook “Day for night”, de Engelse term voor de techniek.

## Prijzen
De film won een BAFTA in 1974 voor beste film en een Oscar voor beste niet-Engelstalige film in hetzelfde jaar. Valentina Cortese kreeg een Oscarnominatie in de categorie ‘beste vrouwelijke bijrol’ en Truffaut kreeg een Oscarnominatie voor de regie.